# Ambitle
Ambitle é uma ilha das Ilhas Feni, Arquipélago de Bismarck, na Papua-Nova Guiné, na província de Nova Irlanda e a leste da ilha de Nova Irlanda. 
É um estratovulcão.